# Nolan Arenado
Nolan James Arenado (né le 16 avril 1991 à Newport Beach, Californie, États-Unis) est un joueur de troisième but des Ligues majeures de baseball évoluant avec les Cardinals de Saint-Louis.

## Carrière
Nolan Arenado est un choix de deuxième ronde des Rockies du Colorado en 2009. Il est rapidement considéré comme l'un des meilleurs espoirs de l'organisation des Rockies,. En 2011, il participe au match des étoiles du futur et est élu meilleur joueur de la saison dans la Ligue d'automne d'Arizona.

### Saison 2013
Arenado fait ses débuts dans le baseball majeur le 28 avril 2013 avec Colorado. À son second match, disputé le 29 avril face aux Dodgers de Los Angeles, il réussit contre Josh Wall son premier coup sûr en carrière puis plus tard son premier coup de circuit aux dépens du même lanceur. Il complète sa saison recrue avec 130 coups sûrs en 133 matchs, dont 29 doubles et 10 circuits et une moyenne au bâton de ,267. Il récolte 52 points produits et marque 49 points. 
Il prend le 7e rang du vote désignant la recrue de l'année dans la Ligue nationale et remporte le Gant doré du meilleur joueur de troisième but défensif de sa ligue. Arenado est le 10e joueur recrue à remporter un Gant doré dans les majeures et le 4e dans la Nationale. Il est aussi le premier joueur de troisième but recrue de la Nationale à recevoir cet honneur et le second dans l'histoire des majeures après le récipiendaire de 1957 dans la Ligue américaine, Frank Malzone.

### Saison 2014

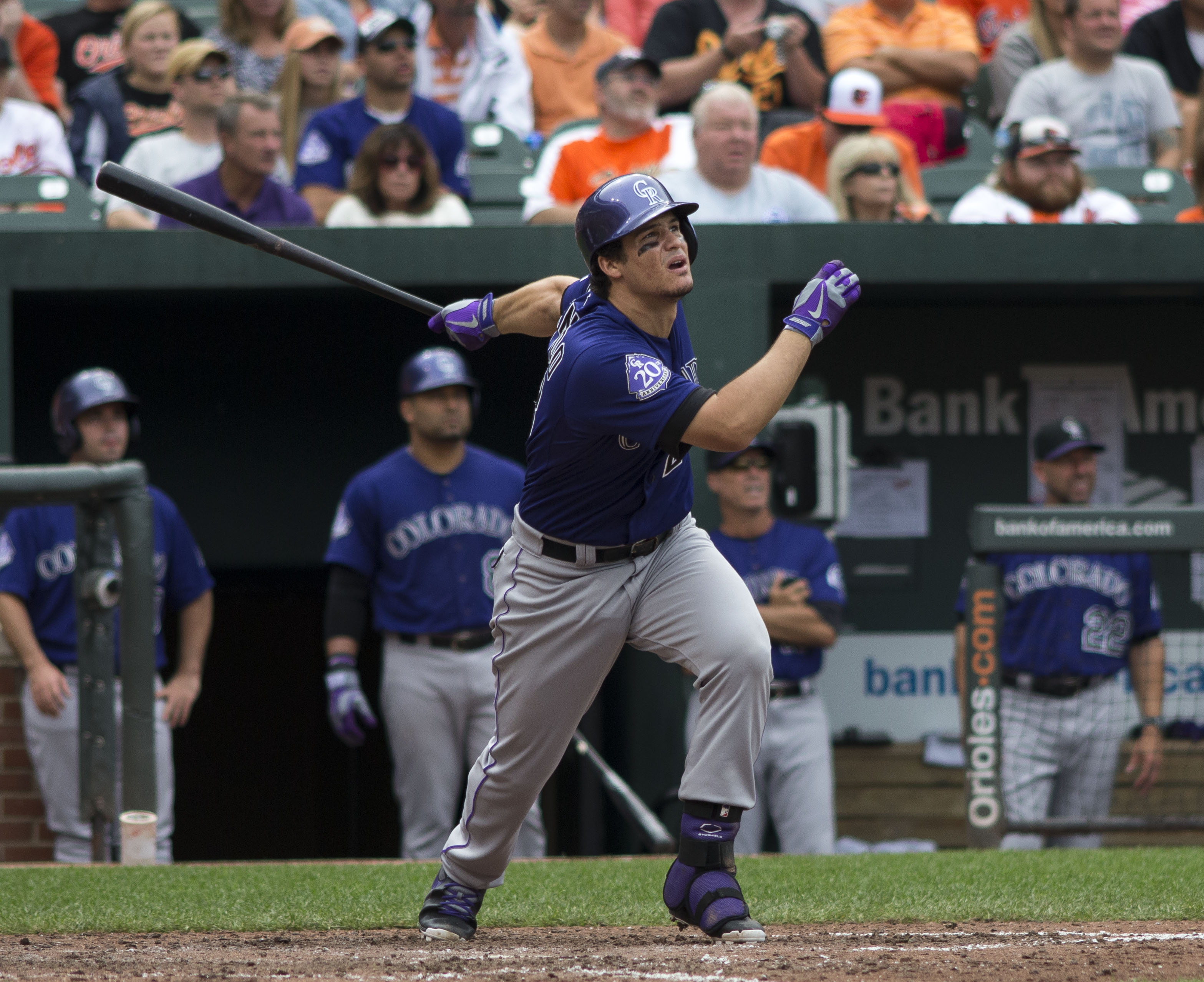
Nolan Arenado en 2013 dans un match des Rockies du Colorado.

Du 9 avril au 8 mai 2014, Arenado réussit la plus longue séquence de matchs avec au moins un coup sûr de l'histoire des Rockies, soit 28, un de plus que le précédent record de franchise établi en 2013 par Michael Cuddyer.
En 2014, il remporte son second Gant doré. En 111 matchs des Rockies, il frappe pour ,287 avec 18 circuits et 61 points produits. Un doigt cassé lui fait rater six semaines de jeu, notamment tout le mois de juin.

### Saison 2015
En 2015, Arenado mène le baseball majeur pour les coups sûrs de plus d'un but (89), les points produits (130), le total de buts (354) et les ballons sacrifices (11). Il est co-meneur de la Ligue nationale (avec Bryce Harper de Washington) et 3e des majeures pour les circuits, avec 42, second de la Nationale et 3e des majeures pour la moyenne de puissance (,575) et second de la Nationale avec 43 doubles. Son excellence en défensive est saluée par son 3e Gant doré dans la Ligue nationale, alors qu'un premier Fielding Bible Award et un prix Wilson du joueur défensif de l'année le reconnaissent comme meilleur joueur des majeures au poste de troisième but. Pour la première fois, il gagne le Bâton d'argent du meilleur troisième but de la Ligue nationale en offensive.
Arenado est nommé meilleur joueur du mois de septembre 2015 dans la Ligue nationale après avoir durant la période mené les majeures pour les circuits (11), les points produits (32) et le total de buts (79), en plus de mener la Nationale pour les coups sûrs (38) et la moyenne de puissance (,705).

### Saison 2017
Le 18 juin 2017, Arenado réussit face aux Giants de San Francisco un cycle, qu'il complète avec un circuit pour mettre fin au match et donner la victoire, 7-5, aux Rockies. Il est le 5e joueur de l'histoire à mettre fin à un match en frappant le circuit qui leur permet de compléter le cycle, après Ken Boyer pour Saint-Louis en 1961, César Tovar pour Minnesota en 1972, Dwight Evans pour Boston en 1984 et Carlos González, coéquipier d'Arenado, en 2010 pour les Rockies.
Nolan Arenado est nommé meilleur joueur du mois de juillet 2017 dans la Ligue nationale avec 9 circuits, 30 points produits, une moyenne au bâton de ,389 et une moyenne de puissance de ,758 durant cette période.

## Vie personnelle
Le grand-père de Nolan Arenado, Gerardo « Yito » Arenado, fut pendant 3 ans prisonnier politique du régime castriste. Avec son épouse et leurs jumeaux âgés de 6 ans, ils sont autorisés à quitter Cuba pour l'Espagne et gagnent finalement les États-Unis, où Nolan, fils de Fernando Arenado, voit le jour.